# Цыбульский, Константин Петрович
Константин Петрович Цыбульский (белор. Канстанцін Пятровіч Цыбульскі, 7 мая 1956, хутор Заболотье, Молодечненский район, БССР) — белорусский поэт, писатель, поэт-песенник. Член Союза писателей Беларуси, заведующий сектором музыки Союза.
Писать стихи начал в Лебедевской СШ и печататься в молодечненской районной газете «Святло камунiзму».

## Биография
После службы в Вооружённых Силах СССР, в 1976 году поступил на подготовительное отделение филфака БГУ. С 1977 по 1982 гг. — студент филологического факультета.
С 1982 г. работал инспектором по делам несовершеннолетних в Слуцком РОВД. Десять лет руководил литературным творческим союзом «Случ». В 1992 г. выпустил первый поэтический сборник поэтов случчины «На крылах душы». В 1994 г. вышел его авторский сборник стихов «Ноч маладзiка» (библиотека журнала «Маладосць»). Именно в Слуцке вместе с Народным артистом Беларуси, композитором В.Ивановым была написана первая известная в Беларуси песня «Бацькоўскi зруб», которую исполнял Анатоль Ярмоленко и ансамбль «Сябры».
С 1998 г. начальник пресс-центра УВД Миноблисполкома. Подполковник милиции в отставке. Работал в Комитете по труду и социальной защите Минского облисполкома.

## Творчество
В республиканской печати вышли четыре поэтических и песенных сборника: «Ноч маладзіка» (1994), «Малiтва i песня» (2005), «Силуэт в окне» (2006), «Мгновение над бездной» (2009) со вступительным словом известного российского писателя Аркадия Вайнера.
В творческом списке К.Цыбульского находятся песни, которые на его стихи написали такие известные композиторы, как Валерий Иванов, Леонид Захлевный, Эдуард Зарицкий, Николай Сацуро, Дмитрий Долголев, Елена Атрашкевич, Леонид Шурман, Фёдор Жиляк, Николай Алешко, Владимир Кузьмин и мн. другие. Песни исполняют звезды белорусской эстрады и творческие коллективы: Валерий Дайнеко, Николай Скориков, Леонид Борткевич, Яков Науменко, Владимир Провалинский, Владимир Ухтинский, Олег Семенов, Фёдор Жиляк, Марина Василевская, а также ансамбли: «Сябры», «Беседа», «Песняры», «Явор», «Рэй», «Толока», Народный хор им. Титовича и мн. др.
В 2003 г. написан гимн Международному кинотелефестивалю документальных и детективных фильмов «Закон и общество», который проводится в г. Москва с 1999 г. (автор является трехкратным победителем вышеперечисленного кинотелефестиваля за документальные фильмы «Имя твое — участковый», «Хозяин Налибокской пущи», «Куда идешь, человек?»).

## Награды и звания
- Участник и победитель международного литературного конкурса «Приключения приходят сами собой» в Польше (2007).
- Неоднократно награждался медалями МВД России и Беларуси
- Награждался почетными грамотами Минского облисполкома, Службы безопасности Минского облисполкома, почетными грамотами и ценными подарками.

## Издательства
- Цыбульскі,К. Ноч маладзіка: Вершы /Кастусь Цыбульскі Прадм.К.Камейша. – Мн. : Полымя, 1994 [12].
- Вецер эпохі: Паэма: Да 80-ці годдзя стварэння Слуц. міліцыі / К.Цыбульскі. – Слуцк : Истомин, 1997[13].
- Цыбульскі, К. Малітва і песня :  вершы і песні /  Кастусь Цыбульскі. –  Мн.:  Беларускі кнігазбор,  2006. –  159,[1]с.[14]
- Цыбульский, К.П. Силуэт в окне: песни на музыку белорусских композиторов, стихотворения /  Константин Цыбульский. –  Молодечно:  Победа,  2006. –  102,[2]с.[15]
- Мгновение над бездной: стихи, поэма, песни, публицистика / Константин Цыбульский. – Минск : Бонем, 2008[16].
- Мы людям служим…: поэзия, песни, публицистика / Константин Цыбульский. – Минск : Минкопринт, 2016[17]